# Musée archéologique Theo-Desplans
Le Musée archéologique Théo Desplans est un petit musée archéologique situé dans la commune de Vaison-la-Romaine dans le département français de Vaucluse en région Provence-Alpes-Côte d'Azur.

## Éléments remarquables
- Statues impériales trouvées lors des fouilles du théâtre : Domitien, Hadrien, Claude, Sabine.
- Très belle mosaïque du Paon ayant donné son nom à la Villa du Paon
- Très nombreux objets évoquant la vie quotidienne.
- La religion est évoquée par des stèles et des statues votives : tête d'Apollon

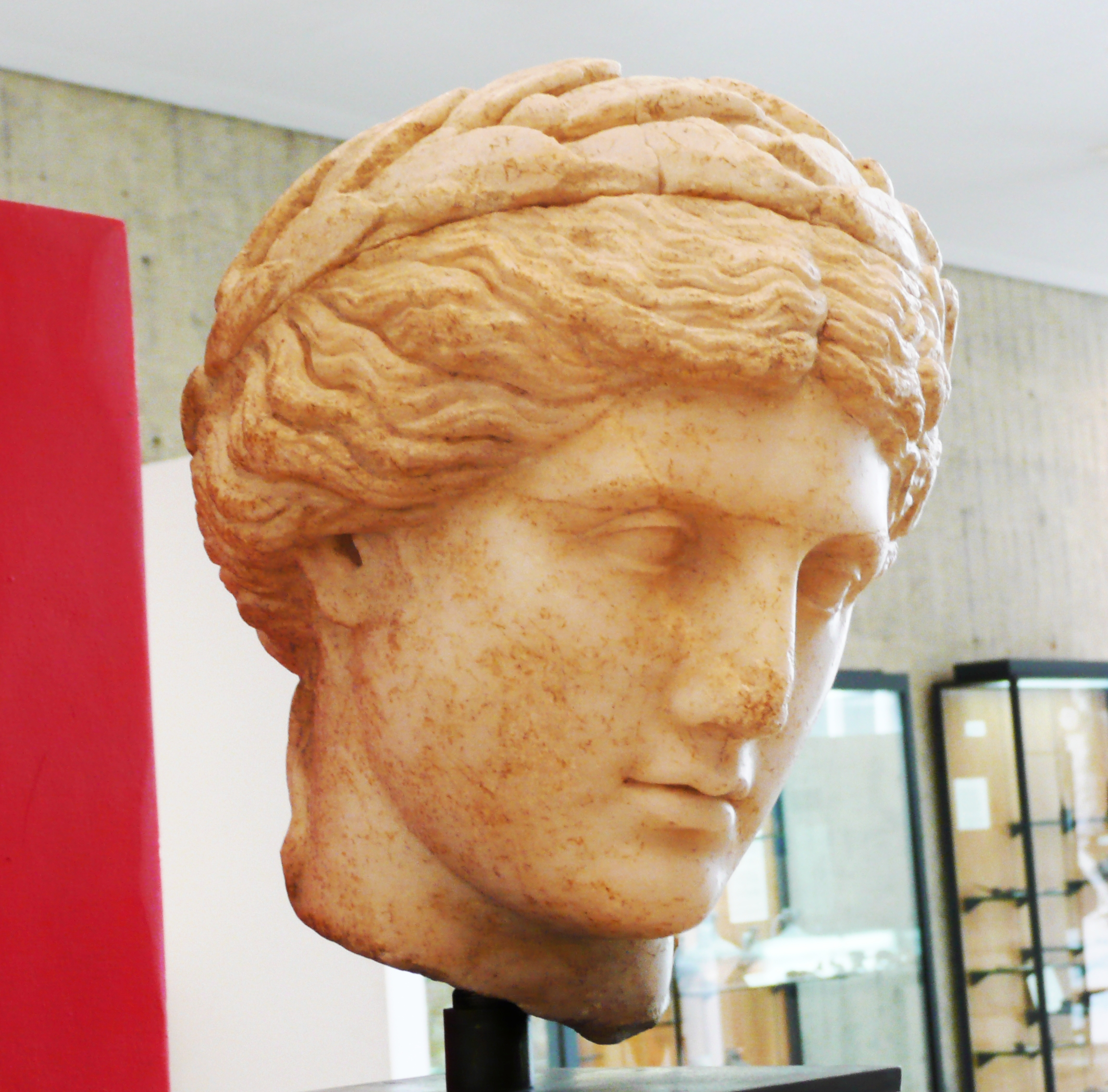
Apollon
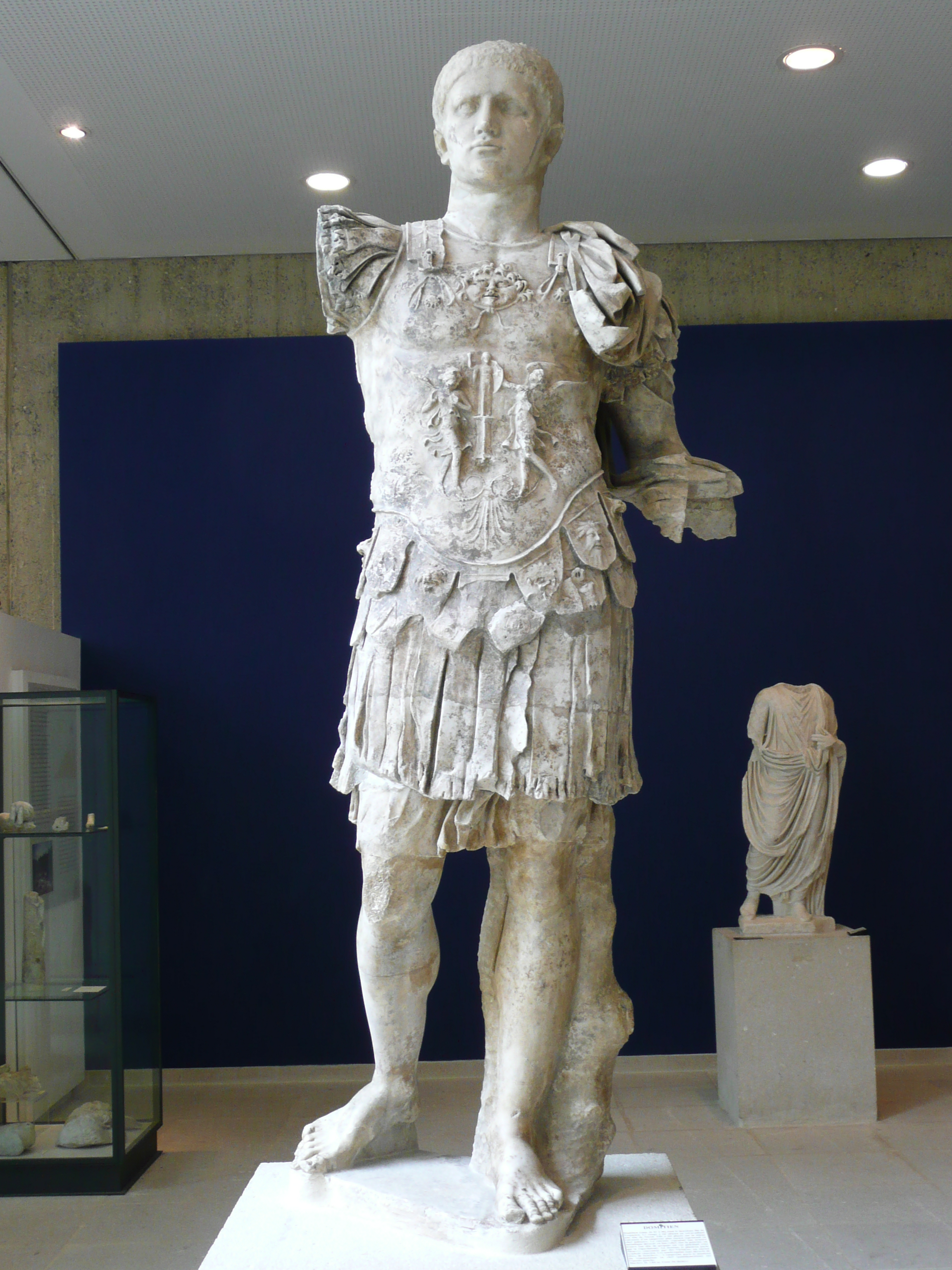
Domitien
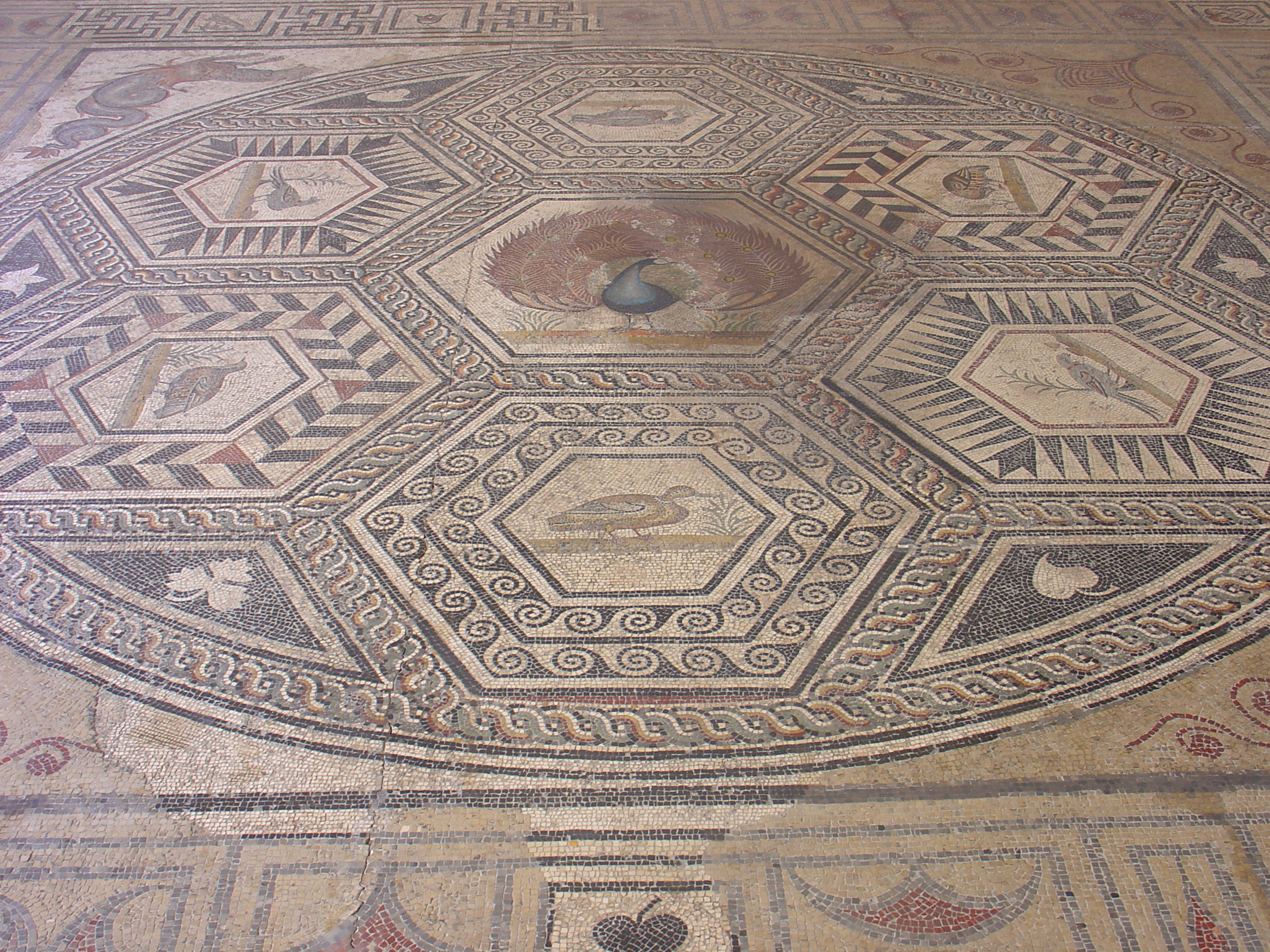
Mosaïque du Paon

## Événements et activités
On peut visiter de nombreuses pièces rares. Derrière se trouve aussi le théâtre romain du Ier siècle av. J.-C.